# Chráněná krajinná oblast Oberes Polenztal und Hohes Birkigt
Chráněná krajinná oblast Oberes Polenztal und Hohes Birkigt (česky Horní údolí Polenze a Vysoká březina) leží na východě Saska v zemském okrese Saské Švýcarsko-Východní Krušné hory na pomezí měst Hohnstein, Neustadt in Sachsen a Stolpen. Vyhlášena byla 27. března 2001 na ploše 2269 ha.
Chráněná krajinná oblast chrání střední tok a blízké okolí Polenze, protékající Západolužickou pahorkatinou a vrchovinou, a navazující vrch Hohes Birkigt (424 m) rozkládající se mezi vesnicemi Polenz a Cunnersdorf. Podloží tvoří především stolpenská žula a dvojslídý granodiorit, doplněné o žíly doleritu, andezitu a granitového porfyru. Nejrozšířenějším biotopem jsou acidofilní bučiny. Na území chráněné krajinné oblasti se nachází přírodní rezervace Märzenbecherwiese (Bledulová louka) s rozsáhlými porosty bledule jarní (Leucojum vernum) a také většina evropsky významné lokality Polenztal (Údolí Polenze). Z jihu na Oberes Polenztal und Hohes Birkigt navazuje Chráněná krajinná oblast Saské Švýcarsko.